# 海上空港

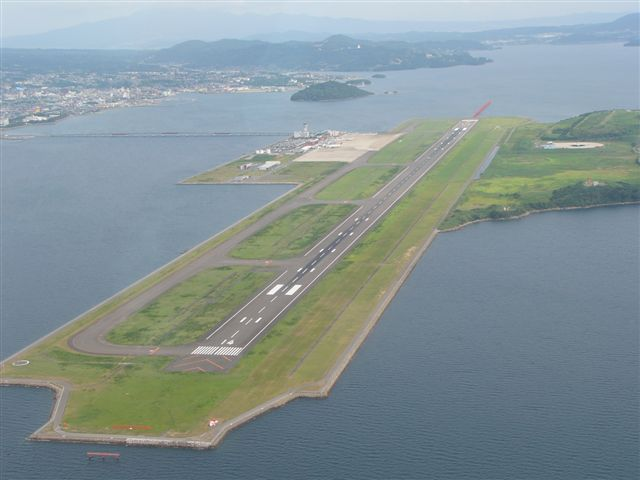
長崎空港

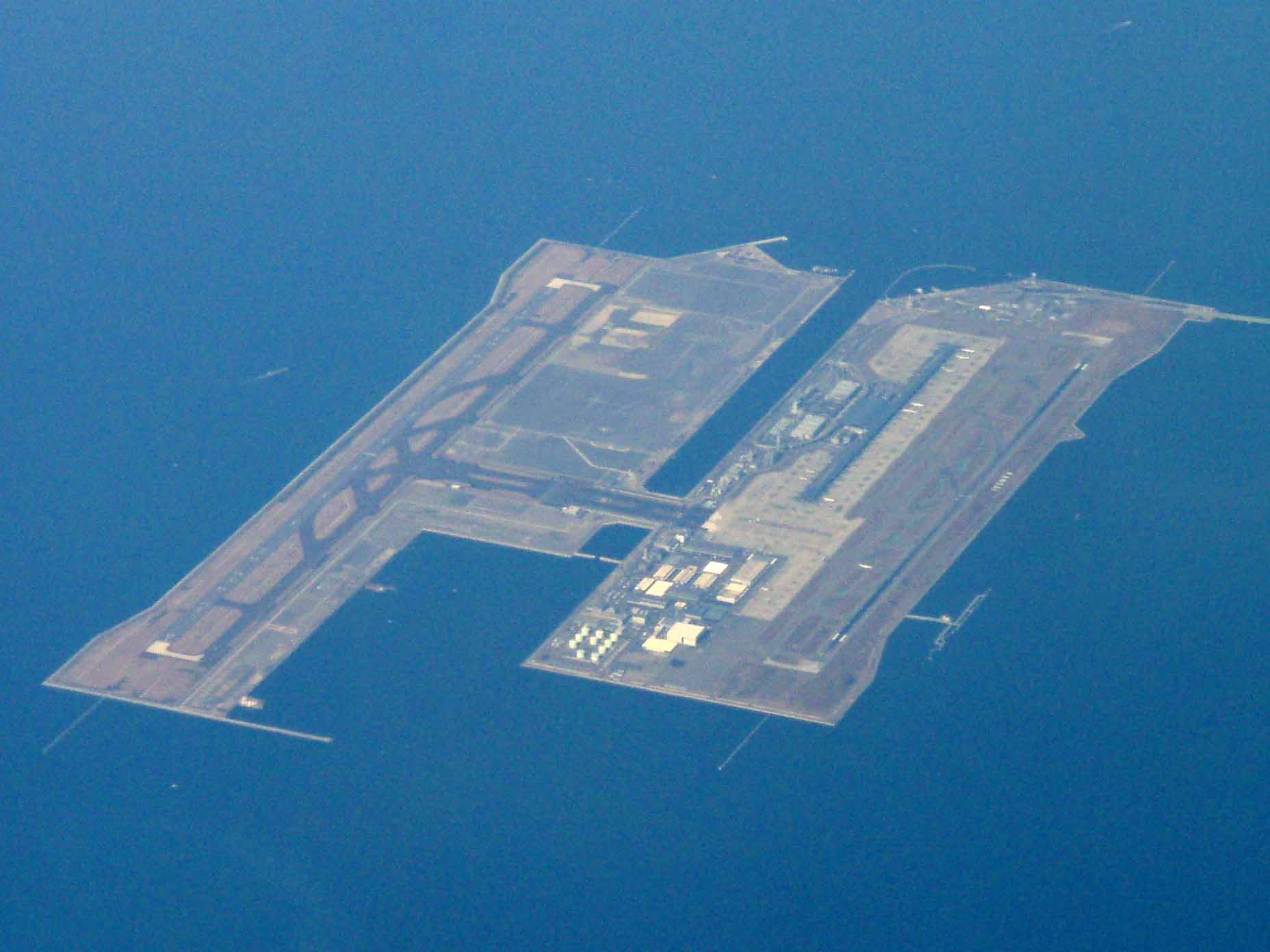
関西国際空港

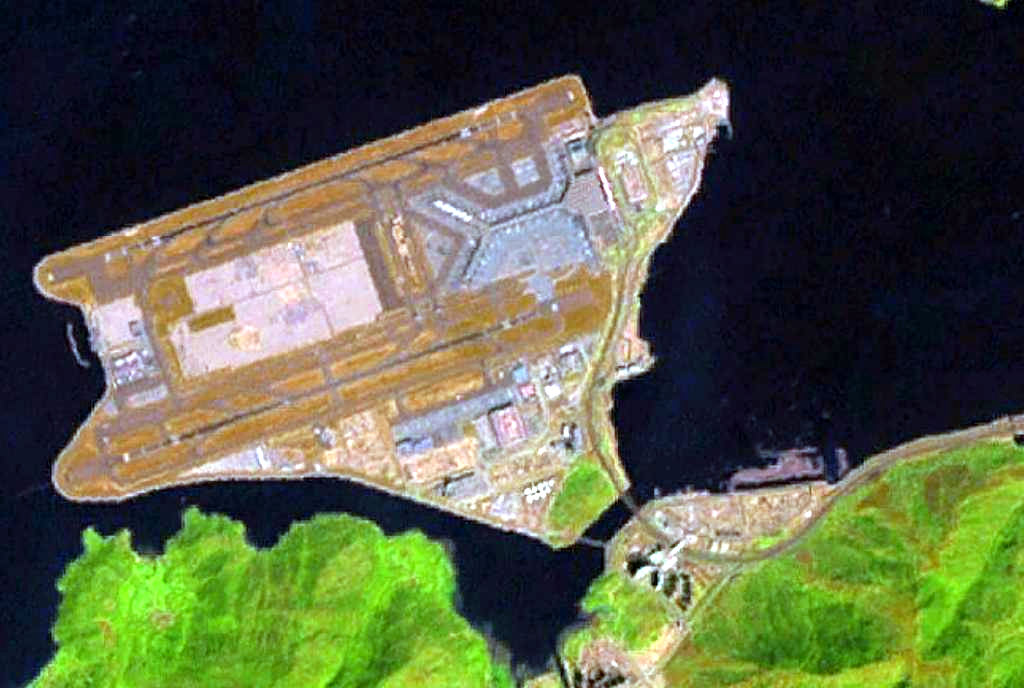
香港国際空港

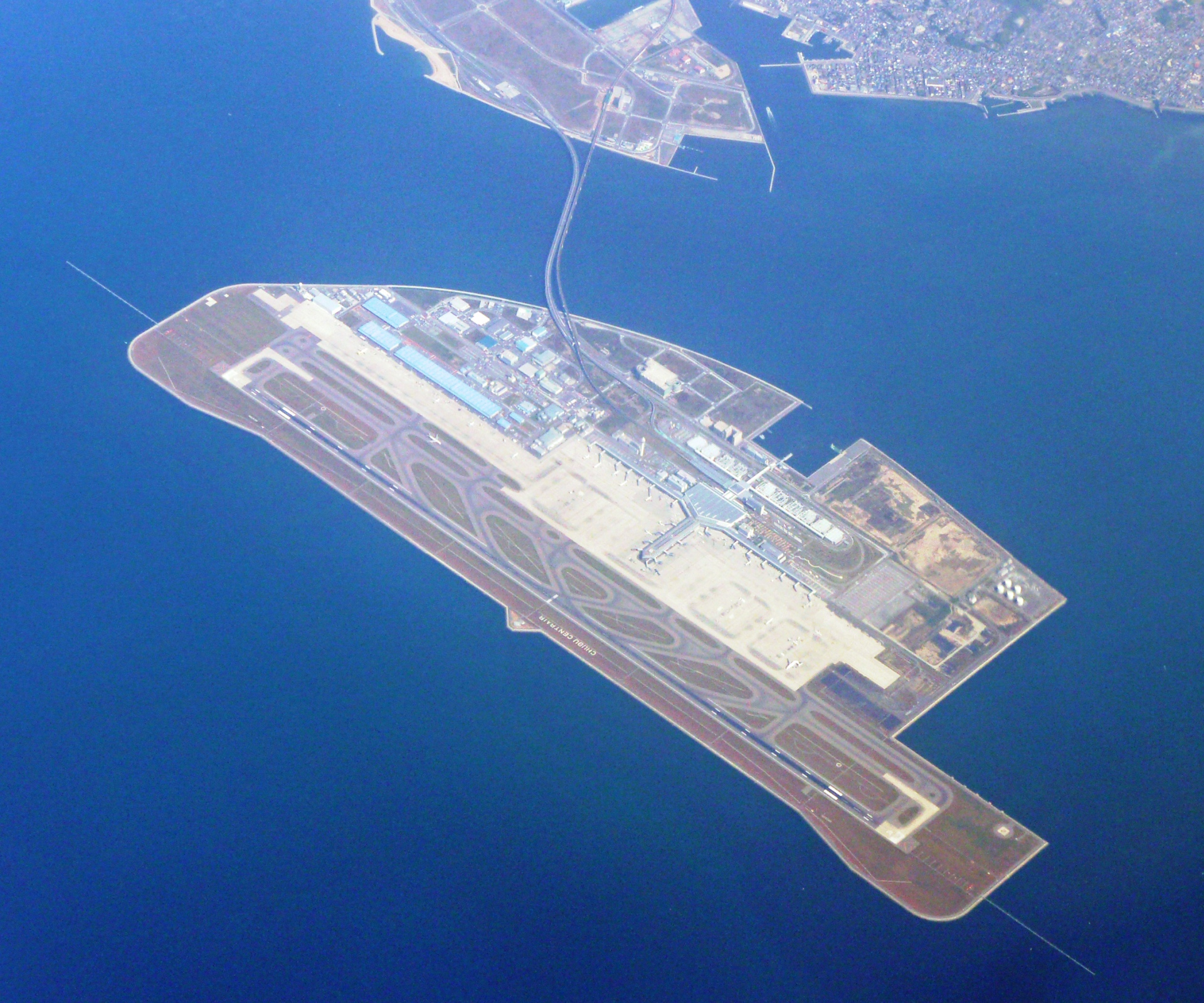
中部国際空港

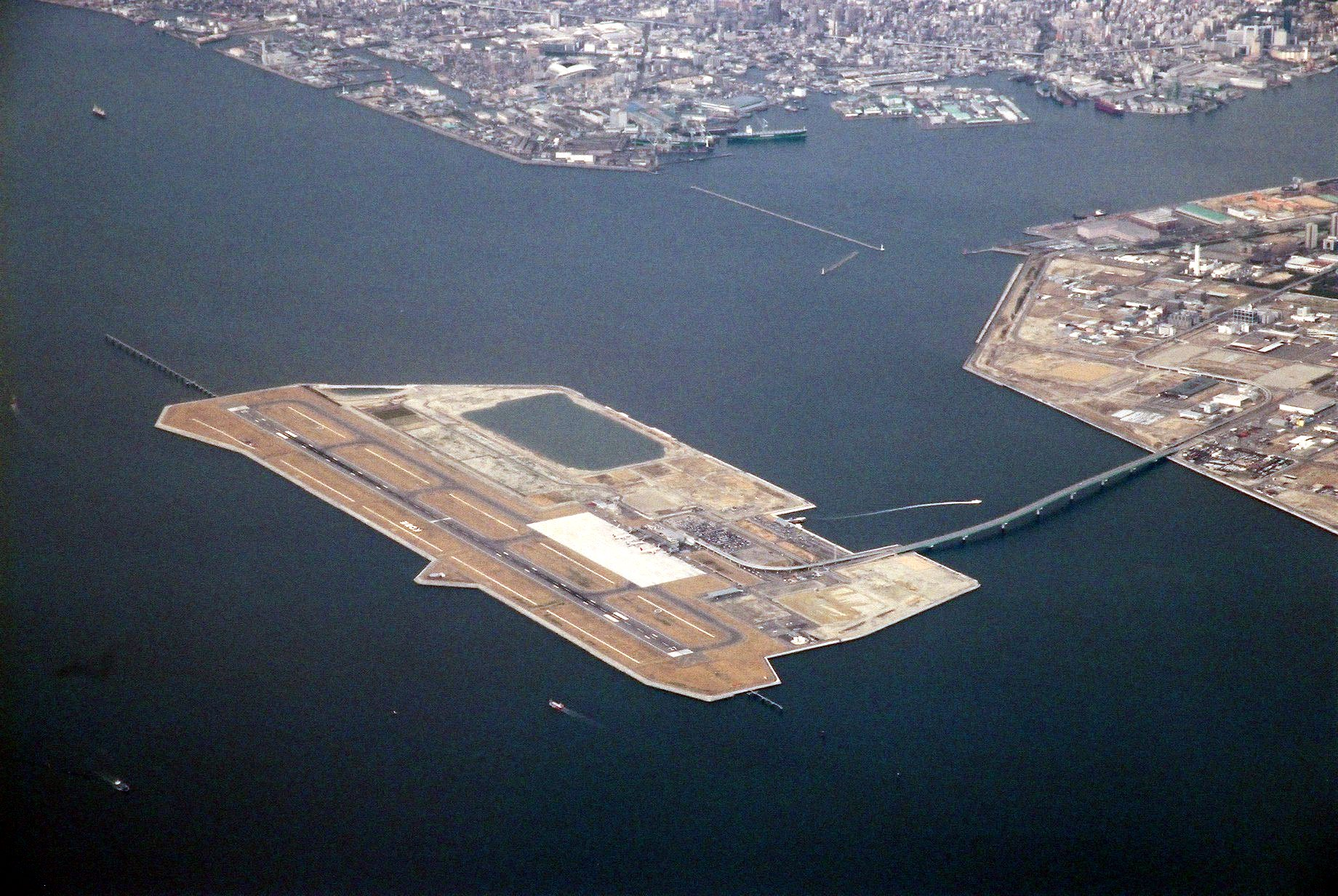
神戸空港

海上空港（かいじょうくうこう）は、周囲を海に囲まれた立地の空港である。

## 建造
建造法としては、次の2つに分けられる。
1. 海上の島を空港施設として造成し、開港したもの。
2. 空港の設置を目的に、沖合に人工島を作り、開港したもの。

1.の例として長崎空港、2.の例として中部国際空港や関西国際空港、北九州空港が挙げられる。東京国際空港や大分空港は陸地を延長して造成しているが、敷地の大部分が埋立地のため海上空港とみなす場合がある。

## 特徴
- 陸地とある程度離れているため、騒音公害の懸念が少なく、運用時間の制約も少ない[1]。航空事故の場合にも市街地に被害が出にくい[要出典]。
- 陸地に用地が確保できなくても、海上に空港を設置することで用地問題を解決できる場合がある[2]。ただし漁業権[3]や航路[4][5]の障害はある。
- 強い海風を受けることがある[要出典]。湾内などの空港に限り、気象変化の影響を受けにくい[要出典]。
- 陸地から離れているため、空港へのアクセスはやや不便になる場合がある[要出典]。橋またはトンネルが必要だが、橋の場合は荒天時にアクセス不能になる場合がある[6]。
- 海を埋め立てた場合、建設費用が高額になる[3]。また埋立地では地盤沈下（圧密）が起こるため、大規模な沈下や不等沈下などが予想される場合は特別な対策が必要になる[7]。
- 海鳥が集まりやすく、バードストライクの危険性が高い。中部国際空港では2007年に1万羽近いウミネコが集まったために、滑走路が使用不能になったことがある[8]。

## 主な海上空港
- 1966年  ヴェラナ国際空港 - フルレ島という小さな島に設置された空港。創業時の名称はフルレ空港。
- 1975年  長崎空港 - 空港のために既存の島（箕島）を造成・拡張して建設された、世界初の本格的海上空港[9]
- 1994年  関西国際空港 - 何もない海上をゼロから埋め立てて建設された、世界初の本格的な人工島の海上空港[10]
- 1995年  マカオ国際空港
- 1998年  香港国際空港
- 2001年  仁川国際空港 - 既存の二つの島（永宗島・龍遊島）の間を埋め立てて造成・建設された
- 2005年  中部国際空港 - 何もない海上をゼロから埋め立てて建設
- 2006年  神戸空港 - 何もない海上をゼロから埋め立てて建設（神戸空港島）
- 2006年  北九州空港 - 何もない海上をゼロから埋め立てて建設（新門司沖土砂処分場・苅田沖土砂処分場）